# 글로브 극장

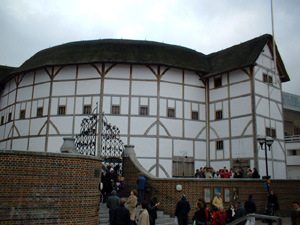
복원된 글로브 극장

글로브 극장(Globe theatre)은 1598년 버비지 형제(Cuthberg, Richard Burbage)가 런던의 템스강 남쪽 사우스 워크(Southwark)에 지은 극장이다. 윌리엄 셰익스피어의 작품이 다수 초연된 극장으로 알려져 있다. 1613년 6월 29일 헨리 8세 공연 도중 발생한 화재로 소실되나 이듬해 6월에 재건되었다. 1642년에 청교도 혁명의 영향으로 폐쇄되고 1644년에 철거되었다. 현존하는 건물은 1997년에 17세기 원형대로 복원된 것이다. 857석의 객석이 있다.